# Николай (Попя)
Епи́скоп Никола́й (рум. Episcopul Nicolae, в миру Няго́е По́пя, рум. Neagoe Popea; 17 февраля (1 марта) 1826 — 26 июня (9 июля) 1908) — епископ Германштадской митрополии, епископ Карансебешский.

## Биография
Он родился в семье священника в Сатулунге, деревне, которая сегодня включена в город Сэчеле, недалеко от Брашова. В то время этот район входил в состав Австрийской империи и располагался в юго-восточной части княжества Трансильвания. Он посещал румынскую гимназию в Блаже, которая находилась в ведении Румынской греко-католической церкви. С 1843 по 1846 год он учился в юридической академии в Клуже. Среди его коллег были Аврам Янку и Александру Папиу-Илариан; вместе с последним Нягое Попя редактировал еженедельное издание, которое они распространяли среди румынских студентов города. В 1846 году он уехал в Венский университет изучать теологию. Вместо того чтобы закончить учёбу, Нягое Попя вернулся домой, чтобы принять участие в революции 1848 года. Он принял участие в майском собрании в Камп-Либерте, был избран в состав делегации, которая намеревалась представить полученные петиции в Трансильванский Сейм, и был капитаном румынской гвардии, базирующейся в Брашове. После того как революция потерпела поражение, он несколько лет работал в государственной администрации, сначала в Деве, а затем в Шомкута-Маре.
В конце 1854 года православный епископ Трансильванский Андрей (Шагуна) вызвал Нягое Попю на работу в архиепископскую администрацию в Сибиу, первоначально в качестве секретаря. Во время публичной церемонии, состоявшейся на Благовещение в 1856 году, Шагуна постриг его в монашество с именем Николай. В то же время он был возведён в сан иеродиакона, а затем в иеромонаха и протосинкелла.
Также в 1856 году он был назначен профессором богословия в богословско-педагогическом институте Сибиу. Он оставался секретарём, а затем поднялся до епархиального советника. Он преподавал церковную историю, нравственное богословие и каноническое право; среди его учеников были Захария Бойу, Николай Кристя, Иларион Пушкарю, Дмитрий Комша и Даниил Попович-Барчиану. Преподавал там до 1870 года, когда Андрей (Шагуна) назначил его архиепископским викарием (помощником), и этот пост он занимал до 1889 года. В 1871 году Шагуна возвёл его в сан архимандрита. Он присоединился к епархиальному и Национальному Синодам и председательствовал на них, когда больной митрополит Андрей (Шагуна) не мог присутствовать.
В 1860-х годах начал вовлекаться в национальную политику. Он служил в Сейме с 1863 по 1865 год, а затем в австрийской Палате господ. Он также заседал в венгерской Палате магнатов, где неоднократно выступал от имени румынского народа и церкви. С 1878 по 1881 год он был президентом Национальной партии румын в Трансильвании и был сторонником активистской стратегии, которая призывала к участию в политической жизни. В 1881 году он отказался от этой почётной должности, заметив, что большинство членов Церкви предпочли «пассивизм», отказавшись от участия в политических делах.
После смерти митрополита Андрея (Шагуны) в 1873 году считался популярным кандидатом на его место, но враги покойного митрополита и его протеже во главе с Винценциу Бабешем развернули кампанию в прессе, которая заставила последнего отказаться от рассмотрения этого вопроса. Новый митрополит, Прокопий (Ивачкович), пробыл на своём посту менее года, вынуждая провести новые выборы. На этот раз Николай (Попя), уступил Иоанну (Попасу). Однако, поскольку Попасу не был утверждён властями, были назначены ещё одни выборы. На этот раз к Бабешу присоединились Иоанн (Мецяну), Иоанн (Ханния) и другие члены антишагунской фракции в растущей оппозиции Николая (Попе), который в итоге проиграл Мирону (Романулу). в те периоды, когда престол был вакантен, им руководил Николай (Попя) как архиерейский викарий, а после хиротонии епископа Мирона он продолжал пользоваться большим влиянием, опираясь на поддержку профессоров института (многие из которых были его бывшими учениками) и мирян, таких как Эжен Броте, Иоан Пушкариу и газетчик Иоан Славич. Эта оппозиционная фракция стремилась поддержать программу национального развития, предложенную митрополитом Андреем (Шагуной), защищая автономию церкви, поощряя образование и обеспечивая хорошее управление и продвижение по службе на основе заслуг внутри архиепископии. Только примерно через десять лет Мирон смог одержать верх в Синоде.
Иоанн (Попасу) умер в феврале 1889 года, создав для епископа Мирона уникальную возможность избавиться от своего беспокойного заместителя. Так, в апреле того же года Синод избрал Николая (Попю) следующим епископом Карансебешским. В следующем месяце император Франц Иосиф I одобрил этот выбор. В июне того же года в Сибиу Митрополит Трансильванский Мирон (Романул) и епископ Арадский Иоанн (Мецяну) совершили его епископскую хиротонию, а в июле он был возведён на престол в Карансебеше. Будучи епископом, он способствовал развитию местного богословского института, основанного Иоанном (Попасу). Он построил новое здание и послал нескольких молодых людей в Черновцы и другие университеты, назначив их профессорами. Вместе с другими иерархами, как православными, так и греко-католическими, он призывал к сохранению румынского характера конфессиональных школ; этому угрожал ряд законов, одобренных венгерским Сеймом. Он курировал епархиальную прессу, в том числе её информационный бюллетень «Foaia Diecezană», основанный Иоанном (Попасу).
Последние годы жизни папы были отмечены болезнью. Он также пострадал из-за политики мадьяризации, проводимой министром образования Альбертом Аппоньи, и силового вмешательства властей в дела богословского института. В 1908 году, незадолго до смерти епископа, правительство уволило четырёх профессоров, среди которых были Илие Миня и Эня Ходош, за их политическую деятельность.
Епископ Николай (Попя) скончался 26 июня (9 июля) 1908 года в Карансебеше и был похоронен на кладбище церкви Святого Иоанна Крестителя в Карансебеше; затем последовал благодарственный некролог от Николае Йорги. Он завещал всё своё имущество в размере 300 000 крон епархии, чтобы финансировать стипендии для молодых румынских студентов.

## Труды по истории
Попеа опубликовал несколько статей по истории и выступлениям в «Foaia Diecezană» и в «Telegraful Român», а также в Венских журналах «Die Zukunft», «Wanderer» и «Ost und West». Он работал над перепечаткой богослужебных книг и школьных текстов, в том числе и для института. В 1885 году он пересмотрел и переиздал «руководство по каноническому праву» митрополита Андрея (Шагуны). Его первой книгой по истории была «Vechea Mitropolie ortodoxă română A Transilvaniei, suprimarea ši restaurarea ei», которая начала появляться в серийном виде в 1868 году, прежде чем была опубликована в 1870 году. Вводная часть, посвящённая происхождению древней метрополии Трансильвании, сегодня устарела. Затем автор переходит к критике основания Греко-Католической Церкви, прежде чем обсуждать восстановленную митрополию, включая ряд актов и документов, которые остаются актуальными. Книга подверглась критике со стороны греко-католического учёного Иоанна Мику Модавана, на что Иоанн (Попя) ответил контркритикой. В 1873 году, в год смерти митрополита Агдрея (Шагуны), стал его первым биографом, опубликовав очерк, появившийся сначала на страницах «Telegraful Român», а затем в виде 34-страничной брошюры. В 1879 году последовала полноценная биографическая книга, а через десять лет он опубликовал книгу о политической борьбе митрополита.
В сентябре 1877 года, в знак признания его трудов по истории, Николай (Попя) был избран почётным членом Румынской Академии, учреждения, базирующегося в соседнем румынском Старом Королевстве. Он был возведён в титульный статус в апреле 1899 года. Вслед за Мелхиседеком (Штефанеску) он стал вторым епископом, вступившим в Академию в качестве полноправного члена. Произнёс свою приветственную речь в 1900 году перед членами Церкви, на которой присутствовали король Кароль I и принц Фердинанд. Это тоже касалось Андрея (Шагуны), и было опубликовано позже в том же году, занимая 42 страницы.